# Metro Urbano
El Metro Urbano es un sistema de autobús de tránsito rápido (BRT) que funciona por un carril expreso en la PR-5 y en carriles High-occupancy vehicle lanes (HOV) por el centro de la autopista José de Diego (PR-22) inaugurado el 26 de octubre de 2012 en el área metropolitana de San Juan en el Estado Libre Asociado de Puerto Rico.

## Funcionamiento
El Metro Urbano conecta al Tren Urbano desde la estación de Bayamón en el pueblo de Bayamón hasta el municipio de Toa Baja, cubriendo una distancia  16.5 km (10,3 millas), en Toa Baja una estación de Transbordo localizada cerca del peaje de Toa Baja cuenta con un estacionamiento con una capacidad para 500 vehículos. El sistema tiene como objetivo atraer a los conductores de los suburbios del oeste para tomar el tren a San Juan y así reducir el tráfico en las horas pico. Los itinerarios del Metro Urbano y el Tren Urbano están sincronizados para beneficio del pasajero que al llegar a Bayamón aborde el tren. Todas las unidades de Metro Urbano contaran con servicio de Wifi, portabicicletas y fácil acceso para personas con discapacidad.
El Metro Urbano así como el Tren Urbano y las lanchas de Cataño están gestionados por la Autoridad de Transporte Integrado (ATI) de la Autoridad Metropolitana de Autobuses (AMA).
La Autoridad Metropolitana de Autobuses fue la encargada de la adquisición de siete autobuses híbridos NABI 42-BRT de 42 pies y dos NABI 60-BRT de 60 pies articulados para este sistema de transporte.
Se planifica extender el Metro Urbano hasta Dorado, con otras líneas hacia Caguas (cuyo tramo está diseñado en un 75 por ciento) y Canóvanas.

### High-occupancy vehicle lanes
Los carriles High-occupancy vehicle lanes (HOV) de la autopista José de Diego (PR-22) serán operado bajo el sistema de High Occupancy Toll (HOT lanes por sus siglas en inglés) son carriles de acceso limitado en autopistas. Normalmente están separados por una barrera física. Los HOT lanes proporcionan acceso libre a un costo variable a través de tarifas de congestión, esto significa el cobro de tarifas más altas durante ciertos períodos, es decir, el peaje puede cambiar a lo largo del día para garantizar tiempos de viaje fiable según la hora y el flujo del tránsito (intensidad del tránsito), y además proveen acceso a otros vehículos que paguen sin cumplir con los requerimientos de ocupación de pasajeros.

## Críticas
El Metro Urbano fue originalmente definido incorrectamente por el antepasado gobierno de Puerto Rico  como; Tren de cercanías (con dos vagones), extensión del Tren Urbano, tren liviano (sobre ruedas) y ferrocarril según anunciado por el gobernador de Puerto Rico y la prensa, terminó siendo sólo – con el disgusto de la gente – un sistema de autobús de tránsito rápido, (guaguas expreso—Bus Rapid Transit, BRT por sus siglas en inglés), que transitaría por dos High-occupancy vehicle lanes (HOV),  en el centro de la autopista José de Diego (PR-22), y contrario a otros sistemas de autobuses de tránsito rápido con carriles exclusivos, compartido con automóviles privados.